# Jump (серія журналів)
Jump (яп. ジャンプ, Janpu), або Jump Comics, — серія журналів манґи від Shueisha. Все почалося з видання журналу Shōnen Jump 1968 року, пізніше перейменованого у Weekly Shonen Jump. Походження назви невідоме. Антологія Jump насамперед призначена для підліткової аудиторії чоловіків, хоча журнал Weekly Shōnen Jump також користується популярністю серед жіночої демографії. Разом із лінійкою антологій манги, Shonen Jump також містить кросоверні медіафраншизи з різними аніме та відеоіграми (починаючи з Famicom Jump), які об'єднують різних персонажів манги Shōnen Jump.

## Історія
У 1949 році Shueisha почали випускати журнали про манґу, першим був Omoshiro Book. У 1951 році Shueisha створили жіночу версію під назвою Shōjo Book. Shōjo Book призвела до публікації дуже успішного журналу сьодзьо-манги під назвою Ribon. Omoshiro Book вийшов з друку, і Shueisha вирішили створити ще одну чоловічу версію своєї успішної Shōjo Book, і випустили журнал Shōnen Book. Під час публікації Shōnen Book почав виходити Shōnen Jump (на той час він видавався два рази на тиждень). Продаж Shōnen Book закінчився, коли Shōnen Jump став тижневим журналом, змінивши назву на Weekly Shōnen Jump. У 1969 році спеціальний випуск під назвою Bessatsu Shōnen Jump зайняв місце Shōnen Book.
Після успіху Weekly Shōnen Jump, Shueisha створили свій сейнен-журнал у 1979 році під назвою Young Jump (тепер Weekly Young Jump). Bessatsu Shōnen Jump пізніше був перейменований на Monthly Shōnen Jump і став власним журналом. Сезонні випуски Weekly Shōnen Jump тепер називаються Akamaru Jump. У 1985 році Shueisha почали видавати два журнали манги, пов'язані з бізнесом; Журнал Jump службовців-чоловіків під назвою Business Jump і журнал манги для службовців-жінок під назвою Office You. Також у 1988 році почали видавати Super Jump. Багато інших сейнен-журналів, пов'язаних із Jump, починалися як додаткові випуски журналу Weekly Young Jump .
У 1993 році Shueisha анонсували та випустили журнал про манґу та відеоігри під назвою V Jump разом із лінійкою ранобе Jump Jump j-Books. У 2003 році Viz Media випустили англійську версію Weekly Shōnen Jump під назвою Shonen Jump. Monthly Shōnen Jump припинив випуск у 2007 році та був замінений на Jump SQ. На додаток до Jump SQ, був створений додатковий випуск під назвою Jump SQ. II (Другий). Saikyō Jump було розпочато 3 грудня 2010 року в тісних зв'язках із Weekly Shonen Jump і V Jump.

## Журнали Jump

### Сьонен
| Назва журналу       | Додаткові журнали | Дата                      | Розклад публікації  |
| ------------------- | --- | ------------------------- | ------------------- |
| Weekly Shonen Jump  | Bessatsu Shōnen Jump | Липень 1968—1969          | Два рази на тиждень |
| Weekly Shonen Jump  | - Akamaru Jump - Ani Kichi Special - Aomaru Jump - Bessatsu Shōnen Jump - e-Jump - Go!Go! Jump - Jump Heroes - Jump Maruchi Wārudo - Jump the Revolution! - Monthly Shōnen Jump - Saikyō Jump - Shōnen Jump Gag Special - Jump Giga - Shōnen Jump Next! - Super Jump - V Jump - Weekly Shōnen Jump 35 Shūnen Kinen Jump Kuronikuru - Weekly Shōnen Jump Sōkan 30 Shūnen Kinen Gengashū - Yomu Jump | Жовтень 1969 — наш час    | Щотижня             |
| Monthly Shōnen Jump | - Hobby's Jump - Go!Go! Jump | Лютий 1970 — Червень 2007 | Щомісяця            |
| V Jump              | Saikyō Jump | 1993 — наш час            | Щомісяця            |
| Jump Square         | - Jump SQ.II (Second) - Jump SQ.19 - Jump SQ.Crown - Jump SQ.Lab - Jump SQ.Rise | Грудень 2007 — наш час    | Щомісяця            |
| Saikyō Jump         | — | Грудень 2010 — наш час    | Щомісяця            |
| Shōnen Jump GIGA    | — | Липень 2016 — наш час     | Нерегулярно         |

### Сейнен
| Назва журналу      | Додаткові журнали                                                                                                  | Дата                         | Розклад публікації |
| ------------------ | --- | ---------------------------- | ------------------ |
| Weekly Young Jump  | Weekly Young Jump Tokubetsu Zōkan Mankaku Rookies Weekly Young Jump Zōkan Mankaku Young Jump Chō Zōkan: Ultra Jump | Травень 1979 — наш час       | Щотижня            |
| Business Jump      | BJ Kon | Липень 1985 — листопад 2011  | Щомісяця           |
| Hyper Jump         | — | —                            | —                  |
| Super Jump         | Oh Super Jump | Грудень 1986 — Листопад 2011 | Раз на півмісяця   |
| Manga Allman       | — | Жовтень 1995 — Лютий 2002    | Раз на півтижня    |
| Ultra Jump         | Ultra Jump Zōkan                                                                                                   | 1999 — наш час               | Щомісяця           |
| Monthly Young Jump | — | Травень 2008 — наш час       | Щомісяця           |
| Quick Jump         | — | —                            | —                  |

### Міжнародні журнали
- Shonen Jump (Viz Media, 2002  –  2012)
- Weekly Shonen Jump (Viz Media, 2012  –  2018)
- Banzai!
- Formosa Youth

## Імпринт
Коли розділи серії манґи, спочатку опубліковані в журналі Jump, збираються та публікуються у формі танкобону, вони отримують різні імпринти залежно від оригінального журналу чи типу танкобону.

### Jump Comics
Jump Comics (яп. ジャンプコミックス, Janpu Komikkusu) є найпоширенішим імпринтом танкобонів серій манг, що публікуються у Weekly Shōnen Jump та в інших журналах Jump. Лінія Jump Comics видається англійською мовою Viz Media під іменами Shonen Jump та Shonen Jump Advanced. Shōnen Jump Advanced було створено для розповсюдження серій манги, які вважаються більш зрілими через зміст або теми. Наприклад, Eyeshield 21, Ichigo 100 %, Pretty Face, I"s, Hunter × Hunter, Bobobo-bo Bo-bobo і Death Note.
Jump Comics+ — це імпринт танкобонів для серії манґи, спочатку випущеної лише в цифровому вигляді в додатку та на веб-сайті Shonen Jump+. Jump Comics Deluxe (яп. ジャンプコミックスデラックス, Janpu Komikkusu Derakkusu) це айдзобан-видання, яке раніше підтримувалося Weekly Shōnen Jump . Антологія сейнен манги Super Jump заволоділа цією лінією та публікує свою манґу під нею. Ці томи манґи мають дорогий папір і нову обкладинку. Видання Jump Comics Deluxe Rurouni Kenshin було випущено англійською мовою компанією Viz під назвою Rurouni Kenshin VIZBIG Edition.
Jump Comics Digital — це додатковий імпринт, доданий до манги з будь-якого журналу Jump, коли вона публікується в цифровому вигляді. Jump Comics SQ. — імпринт манґи, які спочатку друкувалися в журналі Jump Square . V Jump Comics (яп. Vジャンプコミックス) — імпринт для манґи, який спочатку видавався в журналі V Jump, але тепер замість нього використовується імпринт Jump Comics. Young Jump Comics (яп. ヤングジャンプ・コミックス) — імпринт серій, які спочатку публікувалися в сейнен журналах манги Weekly Young Jump, Business Jump і Ultra Jump.

### Jump J-Books
Jump J-Books (яп. ジャンプ ジェイ ブックス, Janpu Jei Bukkusu), або J-Books — це лінія ранобе і путівників, яку публікує Weekly Shōnen Jump. J-Books працює майже з тих пір, як манга «Dr. Slump» з'явилася у 80-х роках, ця лінія працює й досі та має багато серій, адаптованих для ранобе. Jump J-Book видається англійською мовою компанією Viz Media під назвою SJ Fiction.

### Shueisha Comic Bunko
Shueisha Comic Bunko (яп. 集英社文庫コミック, Shūeisha Bunko Komikku) — це серія видання бункобонів від Weekly Shōnen Jump. Такі публікації мають іншу обкладинку та дешевший папір.

### Shueisha Jump Remix
Shueisha Jump Remix (яп. 集英社ジャンプリミックス, Shūeisha Janpu Rimikkusu), або SJR, — це лінійка великих випусків з розміром телефонної книги в квадратній палітурці ранньої серії Jump Comics. Вони часто містять в собі спеціальні функції, як-от оригінальні ілюстрації та інформацію. Shueisha Jump Remix є рукою Shueisha Remix; існують інші типи Shueisha REMIX, наприклад Shueisha Girl's Remix і Shueisha Home Remix.

## Місця і виставки, пов'язані з Jump

### Jump Festa
Jump Festa (яп. ジャンプフェスタ, Janpu Fesuta) — це виставка манги та аніме, яка щорічно проводиться компанією Shueisha. Вона присвячена всім журналам видавництва Jump, пов'язаним із жанром сьонен: Weekly Shonen Jump, V Jump, Jump SQ., Saikyō Jump, та раніше представлений Monthly Shōnen Jump. Також компанія відеоігор, Square Enix рекламує свої ігри на Jump Festa завдяки тісним зв'язкам із журналом V Jump.

## Відеоігри
Медіа-франшиза Jump включає наступні відеоігри, видані Bandai та Bandai Namco Entertainment:
- Famicom Jump: Hero Retsuden (1988)
- Famicom Jump II: Saikyō no Shichinin (1991)
- Бойовий стадіон ДОН (2006)
- Jump Super Stars (2005)
- Jump Ultimate Stars (2006)
- J-Stars Victory VS (2014)
- Famicom Mini: 50th Anniversary Shōnen Jump Edition (2018)[12]
- Jump Force (2019)